# Jūrė
Jūrė je řeka 3. řádu v jižní Litvě, levý přítok řeky Višakis. Pramení v lesním masivu kazlorūdských lesů, v lese Pajūrio miškas, v okrese Kaunas-venkov, 5 km na jihovýchod od města Ežerėlis. Až k okresnímu městu Kazlų Rūda teče převážně a celkově směrem jihozápadním, protéká na sever od tohoto města v jeho blízkosti a zde se začíná velmi pozvolna stáčet do směru západního, přičemž začíná velmi hustě drobnými kličkami meandrovat a přičemž teče severně podél železniční trati Kaunas - Kybartai. Podstatná část toku je na území okresu Kazlų Rūda, dolní tok teče v severovýchodním cípu okresu Vilkaviškis. Řeka protéká dvěma rybníky: nejdříve u vsi Kazliškiai, na 23 km toku rybníkem Jūrės tvenkinys (rozloha je 37 ha), protéká vsí s konečnou železniční zastávkou Jūrė a 3 km od prvního protéká dalším rybníkem ve vsi Kazlai, to vše v blízkosti okresního města Kazlų Rūda. Kazliškiai byly ještě na počátku minulého století vyhlášenými lázněmi, kde Tataři z kobylího mléka dělali kumys a jím léčili a hostili lázeňské hosty. Ve vsi Kazlai bratři Kazlai (Kazlas - Kazlové) zpracovávali v místě těženou železnou rudu a vyráběli sekery, kladiva (na okování mlýnských kamenů, voškrty), (starobylé) zámky a panty do dveří, kované kříže a jiné. Odtud pochází název města Kazlų Rūda: Kazlų Rūda. Jūrė ústí do řeky Višakis 1,5 km na severovýchod od městečka Pilviškiai jako její levý přítok 6,3 km od jejího ústí do Šešupė. Říční údolí je úzké a mělké, na horním toku není patrné, zřetelným se stává teprve od města Kazlų Rūda. Počátek řeky tvoří hustá síť melioračních příkopů, drenujících rašeliniště v okolí Ežerėlisu. Na horním toku je místy regulována. Šířka koryta je 6 m, hloubka 0,8 - 1,5 m. Průměrný spád je 0,82 m/km. Rychlost toku je 0,1 m/s. Průměrný průtok je u ústí 0,63 m³/s.

## Přítoky
| Hydrologické pořadí | Pravý /Levý | Řeka     | Délka (km) | Povodí (km²) | Vzdálenost od ústí (km) | Ústí kde | Koordináty ústí |
| ------------------- | ----------- | -------- | ---------- | ------------ | ----------------------- | -------- | --------------- |
| 15010467            | P           | Paravėlė | 3,3        | 2,4          | 31,5                    |          |                 |
| 15010468            | L           | Judreika | 4,3        | 9,4          | 31,2                    |          |                 |
| 15010469            | L           | J - 1    | 2,5        | 5,8          | 27,3                    |          |                 |

## Obce při řece
Girininkai, Kazliškiai, Jūrė, Kazlai, Muriniškė, Bartininkai, Šiaudadūšė, Jurkšai